# Keri Herman
Keri Herman (Saint Paul, 16 agosto 1982) è un'ex sciatrice freestyle statunitense, vincitrice della Coppa del Mondo di slopestyle nel 2013.

## Biografia
In Coppa del Mondo ha esordito il 9 dicembre 2011 a Copper Mountain (14ª nell'halfpipe) ed ha ottenuto la prima vittoria, nonché primo podio, il 7 settembre 2012 a Ushuaia nello slopestyle.
In carriera ha partecipato a un'edizione dei Giochi olimpici invernali, Soči 2014 (10ª nello slopestyle), e una dei Campionati mondiali (3ª nello slopesyle a Park City 2011).

## Palmarès

### Mondiali
- 1 medaglia:
  - 1 bronzo (slopestyle a Park City 2011)

### Winter X Games
- 5 medaglie:
  - 5 argenti (slopestyle ad Aspen 2010; slopestyle a Tignes 2010; slopestyle ad Aspen 2011; slopestyle a Tignes 2011; slopestyle ad Aspen 2015)

### Coppa del Mondo
- Vincitrice della Coppa del Mondo di slopestyle nel 2013
- Miglior piazzamento in classifica generale: 10ª nel 2013
- 3 podi:
  - 3 vittorie

#### Coppa del Mondo - vittorie
| Data             | Luogo           | Paese       | Disciplina |
| ---------------- | --------------- | ----------- | ---------- |
| 7 settembre 2012 | Ushuaia         | Argentina   | SS         |
| 12 gennaio 2013  | Copper Mountain | Stati Uniti | SS         |
| 10 gennaio 2014  | Breckenridge    | Stati Uniti | SS         |

Legenda:

SS = Slopestyle